# Chardinia
Chardinia, monotipski biljni rod iz porodice glavočika. 
Jedina vrsta je C. orientalis, jednogodišnja biljka sa Mediterana i na istok do Kavkaza, Srednje Azije, Irana i Pakistana.

## Sinonimi
- Chardinia macrocarpa K.Koch; Linnaea 24: 382 (1851)
- Chardinia orientalis (L.) Britten; J. Bot. 53: 275 (1915), isonym
- Chardinia xeranthemoides Desf.; Mém. Mus. Hist. Nat. Paris 3: 455 (1817)
- Xeranthemum annuum var. orientale L.; Sp. Pl. 858 (1753)
- Xeranthemum orientale (L.) Mill.; Gard. Dict. ed. 8.: no. 3 (1768)
- Xeranthemum speciosum L´Hér. ex DC.; Prodr. [A. DC.] 6: 530 (1838)